# Maevia albozonata
Maevia albozonata är en spindelart som beskrevs av Johan Coenraad van Hasselt 1882. Maevia albozonata ingår i släktet Maevia och familjen hoppspindlar. Inga underarter finns listade i Catalogue of Life.